# Liek
Das Liek ist der Rand eines Segels von Segelfahrzeugen, zum Beispiel Segelschiffen oder Segelbooten. 
Entsprechend der Lage des jeweiligen Randes wird bei viereckigen Rahsegeln zwischen Oberliek, Unterliek und Seitenliek unterschieden, bei dreieckigen Schratsegeln zwischen Vorliek, Unterliek (auch Fußliek) und Achterliek, wie in den untenstehenden Bildern dargestellt. Befindet sich das Unterliek an einem Baum (z. B. beim Großsegel), wird es auch Baumliek genannt. Der Trimm der Lieken erfolgt mit Hilfe von Liekleinen, die an den Lieken oder an den Ecken des Segels befestigt sind.
Man kann ein Segel an einem Baum mit losem Unterliek fahren (z. B. bei Rollgroßanlagen): Dann ist das Segel im Bereich des Unterlieks nur am Hals (die vordere untere Ecke) und Schothorn mit dem Baum verbunden. Oder das Unterliek ist auf seiner ganzen Länge am Baum befestigt. Dies geschieht häufig, indem in das Unterliek zur Verdickung desselben ein Tau („Liektau“) eingenäht wird und dieses in eine Keep (eine Nut) im Baum eingeführt wird.
Wird das Segel ohne Baum gefahren, beispielsweise bei einer Fock oder Genua, wird die Schot direkt am Schothorn befestigt. Die Spannung der Lieken ist eine wichtige Komponente des Segeltrimms. 
|  |  |  |